# Pokemoni (animirana serija)
Pokemoni je japonska animirana serija v produkciji OLM, Inc. in je bila predvajana na TV Tokyo od 1. aprila 1997. V Sloveniji je serija predvajana na TV SLO 1 od 2000.

## Zaplet
Ash Ketchum lahko začne svojo pot v svetu Pokémonov in sanja, da bi postal mojster Pokémonov, a na dan, ko bo prejel svojega prvega Pokémona, Ash prespi in se zbudi v paniki ter naleti na Garyja Oaka, ki postane Ashov tekmec. Profesor Oak, lokalni raziskovalec Pokémonov, je že podaril tri Pokémone (Bulbasaur, Charmander in Squirtle), ki jih je zaupal novim trenerjem Pokémonov, ko Ash končno prispe v Oakov laboratorij. Edini pokémon, ki mu je preostal, je Pikachu, ki ga da Ashu. Odločen, da bo uspel na svojem potovanju, se Ash po svojih najboljših močeh spoprijatelji s Pikachujem, vendar mu noče zaupati in se odloči ostati stran od Poké Ball-a in celo napade Asha z njegovimi električnimi močmi. Šele potem, ko Ash zaščiti Pikachuja pred jezno skupino Spearows, Pikachu spozna, kako zelo je Ashu mar. Ash Ketchum ima Thunder Stone in želi, da se Pikachu razvije v Raichuja, vendar se Pikachu noče razviti.
Na poti Ash pridobi veliko prijateljev ljudi in Pokémonov, ko se prebija skozi vrste številnih svetovnih Pokémon lig. Skozi regijo Kanto se Ash spoprijatelji s trenerjem vodnih pokémonov in nekdanjo vodjo telovadnice Cerulean City Misty ter rejcem pokémonov in vodjo telovadnice Pewter City Brockom. Trije trenerji skupaj preprečijo načrte Jessie, Jamesa in Meowtha, nižje uvrščenih članov kriminalne združbe Team Rocket, ki želijo ukrasti Ashevega Pikachuja in vse druge redke Pokémone, na katere naletijo. Giovanni, šef Team Rocket, je predstavil tri nove visoke člane Team Rocket; Cassidy, Butch in Raticate, ki želijo ugrabiti Pokémona, da bi lahko uporabili svoje poteze. Ash osvoji osem značk vodilnih telovadnic v regiji Kanto za tekmovanje v konferenčni ligi Indigo. Gary izgubi v četrtem krogu in ga uvršča med 32 najboljših. Ash se uvrsti med 16 najboljših, a v petem krogu izgubi proti Ritchieju. Poleg tega Ritchie v šestem krogu izgubi proti Assunti in ga uvrsti med Top 8, neznani trener pa postane zmagovalec v Indigo Conference League, ker ime zmagovalca ni bilo nikoli razkrito.
Ko skupina odpotuje na Oranžne otoke, Ash izpusti svojega Pidgeota, Brock pa se odloči, da ostane pri lokalni profesorici Felini Ivy in pusti Asha in Misty, da še naprej potujeta skupaj. Čez nekaj časa se srečata in začneta potovati s Pokémon Watcherjem in umetnico Tracey Sketchit. Ash premaga štiri Gym Leaders na Oranžnih otokih in postane prvak Oranžne lige. Ko dosežejo Pallet Town v Kantu, se Tracey odloči ostati pri profesorju Oaku, Brock pa se ponovno pridruži skupini. Ash izgubi proti Garyju, preden zapusti regijo Kanto. Ash nato izpusti Laprasa. Po tem trojica nadaljuje svojo pot v regijo Johto.
V drugem delu serije Ash z Misty in Brockom raziskuje nove dogodivščine v regiji Johto. Ash poda GS žogo izdelovalcu Apricorn Poké Ball Kurtu. Ashova naloga je premagati osem voditeljev telovadnic v regiji Johto in sodelovati na srebrni konferenci. Jessie iz ekipe Rocket dobi Wobbuffet kot nova partnerka. Ash je prvič premagal Garyja v srebrni konferenci in ga uvrstil med 16 najboljših, vendar je Ash izgubil proti Harrisonu v četrtfinalu in ga uvrstil med najboljših 8. Prav tako je Harrison izgubil proti Jonu Dicksonu v polfinalu in ga uvrstil v Top 4. Jon Dickson na koncu postane zmagovalec srebrne konference. Končno se Ash vrne v regijo Kanto, da odpluje v regijo Hoenn. Misty se vrne v Cerulean City v Kantu, da postane vodja telovadnice Cerulean City s polnim delovnim časom, popravila pa je kolo, ki je bilo uničeno na začetku Asheve naloge.